# Rüdiger Berlit
Rüdiger Berlit (født 27. maj 1883 i Leipzig; død 27. August 1939 i Leipzig) var en tysk ekspressionistisk maler, akvarelmaler og grafiker. Han betragtes som ekspressionismens hovedrepræsentant i Leipzig.
Berlit studerede ved akademierne i Leipzig og München og var medlem af Deutschen Künstlerbundes.

Om Berlit skrev den tyske maler Max Schwimmer(de) i 1920:
| „ | „Rüdiger Berlit, einsamer Asket, unbeirrbar geht sein steiniger Weg durch Farbwildnisse, Chaos und Abstraktion. Sein ganzes Werk ist von unerbittlichem Ernst, tiefer Wahrheitsliebe durchglüht. Berlit ist niemals oberflächlich, nie banal.“ | “ |
|   | — Max Schwimmer (de) |   |

(da: “Rüdiger Berlit, en ensom asket, går ufortrødent sin stenede vej gennem et farvevildnis, kaos og abstraktion. Hele hans værk gløder af ubønhørlig alvor og en dyb kærlighed til sandheden. Berlit er aldrig overfladisk, aldrig banal.”)
Nogle af hans værker blev betragtet som 'Entartete Kunst'.
| - Portrætter af hustruen Helene Berlit, født Mehlhorn - Ca. 1916 − farvekridt - 1928 |

| - Andre værker af Rüdiger Berlit − efter år - Nøgenstudie Weiblicher Akt, 1918 (træsnit) - Gravlæggelse, Grablegung, 1918 - (olie på lærred) - En kvinde gør sig i stand Bei der Toilette, 1918 - Bedende ved vejkryds Betende am Wegkreuz, ca. 1918 - (akvarel) - Oskar Birckenbach og Rüdiger Berlit: Titelbladet Die Aktion 1919 9, no. 33/34 (23. august 1919) - Mor med barn, 1919 - Mørke højder, Dunkle Höhen - Tømrerblyant på velin (Zimmermannsbleistift auf Velin). Ca. 1920. - Rød kirke, Rote Kirche, 1920 - Gouache og kridt i sort, recto og verso på vævet papir (en) - Mænd i en knejpe Männer in einer Kneipe, 1910-20 - (olie på lærred) - Fattig USPD-partislave Armer USPD-Parteisklave − Die Aktion (en), 1922 - Fjernet linoleumstryk i bogen Es lebe der Krieg, 1924 - Bondehus med tørresnor Bauernhaus mit Wäscheleine, 1925 - Exlibris Sagel, 1925 − Radering 1906. Gertrud Sagel var kunstnerens søster; tårnet tilhører den reformerte kirke i Leipzig, hvor hun blev gift. - Mødre Mütter, 1925 - (linoleumssnit) - Mor med barn i landskab Mutter mit Kind in Landschaft, u.å. - Tre kvinder Die drei Frauen, u.å. - Bakket landskab med huse Hügelige Landschaft, u.å. − akvarel på håndlavet papir - Ung kvinde Junge Frau bei der Toilette, u.å. − Akvarel og pen i blæk på pap - Middagsselskab Tischgesellschaft, u.å. |